# 莊肅
莊肅，字恭叔，一作幼恭，號蓼塘，吳郡人。宋末元初藏書家。
莊肅為江南三大藏書家之一，儲書畫八萬卷。他曾出仕於宋，任祕書院小吏，宋亡後隱居不仕，自临安迁居青龙镇（今青浦地）。莊肅死後，其書籍听任由虫蛀鼠啮，至正六年（1346年）元順帝诏求遗书，命令危素前來莊家求書，莊家人擔心大禍臨頭，竟然書籍燒毀。他著有《藝經》、《畫繼補遺》等書。